# Italienische Eroberung der britischen Kolonie Somaliland

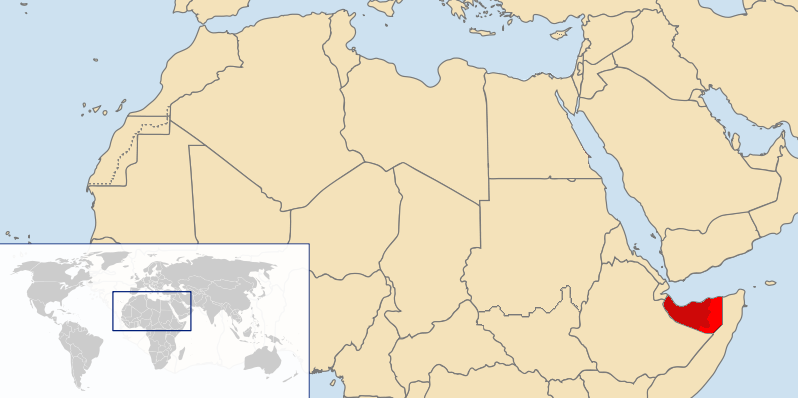
Lage Britisch-Somalilands bzw. des heutigen Somaliland

Die italienische Eroberung von Britisch-Somaliland war Teil des Ostafrikanischen Feldzuges (1940–1941), der im August 1940 zwischen den italienischen, eritreischen und somalischen Einheiten des faschistischen Italiens und britischen, Commonwealth- und somalischen Milizen stattfand. Die italienische Expedition sollte Mobilität und Geschwindigkeit ausnutzen, wurde jedoch durch die geografischen Bedingungen Somalias, das Regenwetter und die Verteidigung der Kolonie durch die Briten, insbesondere in der Schlacht von Tug Argan behindert.

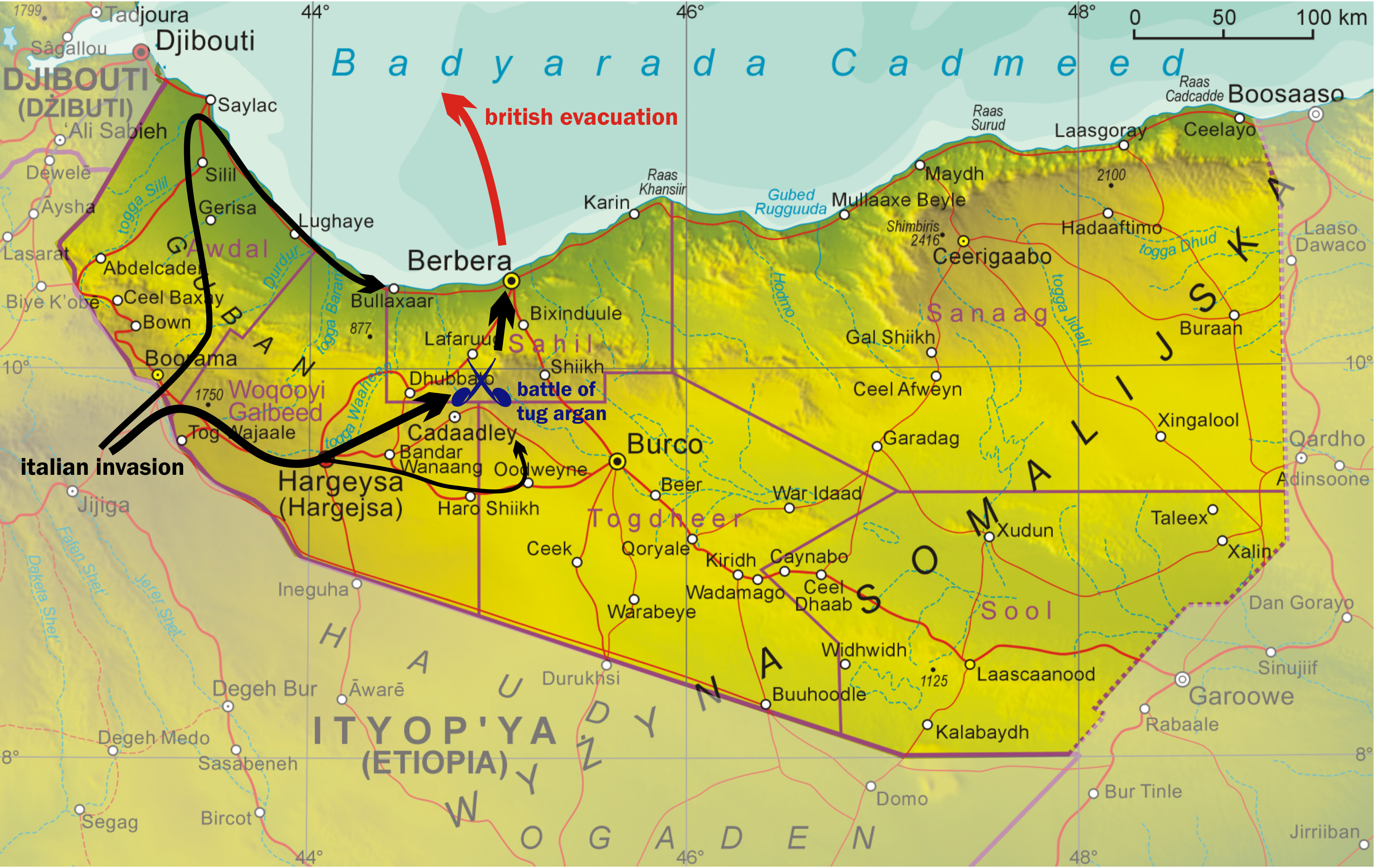
Italienische Invasion Britisch-Somalilands

Italienische Angriffe hatten den Vorteil der Artillerie. Dadurch wurden die überlegenen britischen, Commonwealth- und Imperial-Truppen allmählich zermürbt und langsam überflügelt, bis die verbliebenen befestigten Bergstellungen genommen werden konnten. Da ein Gegenangriff auf den Mirgo-Pass fehlgeschlagen war, hatte der Kommandant Generalmajor Reade Godwin-Austen zu wenige Männer, um die Situation zu retten und einen Fluchtweg zu bewachen, und erhielt die Erlaubnis, sich nach Berbera zurückzuziehen.
Die Briten kämpften am 17. August in Barkasan nach einem Rückzugsgefecht und zogen sich dann nach Einbruch der Dunkelheit zurück. Doch die improvisierte Evakuierung verlief besser als erwartet und auch die zweite Sperrposition bei Nasiyeh wurde aufgegeben. Der italienische Vormarsch wurde gebremst, weil die Straßen von den Regenfällen überschwemmt wurden und die Landebahn in der Nähe von Berbera besetzt war, was einen Handstreich unmöglich machte. Die britische Niederlage war umstritten und führte zu einer Verschlechterung der Beziehungen zwischen General Archibald Wavell, dem britischen Kommandeur auf diesem Kriegsschauplatz, seinen Untergebenen und dem Premierminister Winston Churchill.